# Kristof Wilke
Kristof Wilke (Radolfzell am Bodensee, 17 de abril de 1985) es un deportista alemán que compitió en remo.
Participó en los Juegos Olímpicos de Verano, obteniendo una medalla de oro en Londres 2012, en la prueba de ocho con timonel, y el octavo en Pekín 2008, en la misma prueba.
Ganó cuatro medallas en el Campeonato Mundial de Remo entre los años 2009 y 2013, y tres medallas en el Campeonato Europeo de Remo entre los años 2007 y 2013.

## Palmarés internacional
| Juegos Olímpicos   | Juegos Olímpicos            | Juegos Olímpicos | Juegos Olímpicos   |
| Año                | Lugar                       | Medalla          | Prueba             |
| ------------------ | --------------------------- | ---------------- | ------------------ |
| 2012               | Londres (Reino Unido)       | Medalla de oro   | Ocho con timonel   |
| Campeonato Mundial |                             |                  |                    |
| Año                | Lugar                       | Medalla          | Prueba             |
| 2009               | Poznań (Polonia)            | Medalla de oro   | Ocho con timonel   |
| 2010               | Cambridge (Nueva Zelanda)   | Medalla de oro   | Ocho con timonel   |
| 2011               | Bled (Eslovenia)            | Medalla de oro   | Ocho con timonel   |
| 2013               | Chungju (Corea del Sur)     | Medalla de plata | Ocho con timonel   |
| Campeonato Europeo |                             |                  |                    |
| Año                | Lugar                       | Medalla          | Prueba             |
| 2007               | Poznań (Polonia)            | Medalla de plata | Cuatro sin timonel |
| 2010               | Montemor-o-Velho (Portugal) | Medalla de oro   | Ocho con timonel   |
| 2013               | Sevilla (España)            | Medalla de oro   | Ocho con timonel   |